# Quận Snohomish, Washington
Quận Snohomish là một quận thuộc tiểu bang Washington, Hoa Kỳ.
Quận này được đặt tên theo. Theo điều tra dân số của Cục điều tra dân số Hoa Kỳ năm 2010, quận có dân số 713.335 người so với 606.024 người theo điều tra năm 2010. Quận lỵ đóng ở Everett6.
Quận Snohomish được lập từ quận Island vào ngày 14 tháng 1 năm 1861.

## Địa lý
Theo Cục điều tra dân số Hoa Kỳ, quận có diện tích km2, trong đó có km2 là diện tích mặt nước.